# EN3型电力动车组
EN3型电力动车组（俄語：Электропо́езд ЭН3）是俄罗斯铁路的电力动车组车型之一，也是俄罗斯第一种采用交流传动技术的交流电力动车组，适用于供电制式为25千伏50赫兹单相交流电的电气化铁路，由诺沃切尔卡斯克电力机车厂设计制造，于1999年研制成功，但未投入批量生产。

## 发展历史
苏联解体后，由于俄罗斯没有生产电力动车组的企业，而从国外引进新型电力动车组又需要花费大量外汇。1992年，根据俄罗斯联邦交通部“发展和提高通勤铁路运输质量的计划”，对杰米霍沃机器制造厂、托尔若克车辆制造厂进行了技术改造，并且从拉脱维亚的里加车辆制造厂引进了大批技术和管理人员，俄罗斯从而形成了具有一定规模的电力动车组生产能力。除此之外，由于俄罗斯铁路对新造货运机车的需求大幅下降，形成机车制造工厂的生产能力過剩。为了充分利用闲置的科研和生产能力，俄罗斯联邦交通部亦要求诺沃切尔卡斯克电力机车厂和全俄电力机车研究与设计院投入通勤电力动车组的研制。起初，诺沃切尔卡斯克电力机车厂计划研制一种交流电力动车组，采用类似VL80R型电力机车的晶闸管相控整流电路和再生制动。至1995年，工厂已经完成列车的技术设计和准备投入生产，该列车原计划定型为EN1型电力动车组，并计划于1996年完成试制第一组列车。
与此同时，俄罗斯的交流牵引传动系统已经在试验台上试验成功。由于异步交流牵引电动机具有改善牵引性能、提高能源效率、节省生产和维护成本的优势，因而已被选定作为优先发展的方向。根据测试的结果，俄罗斯联邦交通部决定停止EN1型电力动车组的研制工作，并开始开发采用交流传动的EN3型电力动车组，诺沃切尔卡斯克电力机车厂、莫斯科国立铁路运输大学、西伯利亚电传动系统工厂、全俄铁道运输科学研究院等单位参与了研发工作。1998年，全俄铁道运输科学研究院完成牵引变流器和微机控制系统的开发。
1999年，诺沃切尔卡斯克电力机车厂试制了EN3型电力动车组的第一个动力单元（5节车厢）。2000年3月，诺沃切尔卡斯克电力机车厂为EN3-001号列车举办了展览会。2001年至2004年间，该列车在全俄铁道运输科学研究院的环形铁道试验基地进行各项试验。即使北高加索铁路局希望采购这组列车，但因为列车最终未能通过所有验收和认证测试，因而未被批准正式上线运行。由于诺沃切尔卡斯克电力机车厂不再获拨发资金，该项目的所有研究和改进工作已被终止。列车的其中一辆控制拖车（00105）被保存于罗斯托夫铁路博物馆。

## 技术特点

### 总体结构
EN3型电力动车组是动力分散式列车，设计标准编组为“四动六拖”的10辆编组，由2辆带司机室的控制拖车、4辆中间拖车、4辆中间动车组成。每“二动三拖”组成一个电气独立单元，动力单元按“Tc+M+T+M+T(c)”方式编组。由于采用了交流传动系统，异步交流牵引电动机的功率比ER9、ED9型电力动车组所使用直流牵引电动机提高50%以上，使动车数量在列车编组中的比例得以下降。司机可在任一司机室对全列车进行操纵。车体采用低合金钢整体承载式焊接结构，车体底架结构允许在不推出转向架的情况下完成车钩和缓冲器的更换。车体长度为21,500毫米，车体宽度为3,527毫米，转向架中心间距为15,000毫米。控制拖车自重46.15吨、中间动车自重64.5 吨、中间拖车自重43吨。列车采用了新设计的司机室外观，采用20°后倾角的微流线型车头。
列车的主要电力设备均布置在车底之下，从而扩大了客室空间。客室采用“3+3”的座位布置方式，中间动车、中间拖车和控制拖车的座席定员为108人、116人、80人，一列10辆编组的列车总定员为1004人。车厢侧墙内填充具有良好隔声和、隔热、阻燃性能的聚氨酯泡沫塑料，客室内侧壁以复合材料制作。列车采用了玻璃钢座椅和行李架、荧光灯照明。电热取暖器安装于座位两侧下方的侧墙上，当车外温度为-20℃时能使客室内温度保持在16℃。此外，控制拖车内还设有一个厕所。

### 转向架
转向架由杰米霍沃机器制造厂协助制造，每节车厢装有两台二轴转向架，可分为动车转向架和拖车转向架两种，两者除了驱动装置的差别之外，其余部分均采用了基本一致的结构。转向架采用全旁承承载结构、箱型焊接构架及导柱式轴箱定位装置。转向架设有二系悬挂装置，一系悬挂为轴箱侧螺旋圆弹簧，二系悬挂为摇动台式弹簧中央悬挂装置，采用每侧两个螺旋圆弹簧。转向架两侧设有斜对称安装的纵向牵引拉杆，拉杆两端具弹性节点将摇枕和构架相连，以传递牵引力及制动力。动力转向架的固定轴距为2600毫米，车轮直径为1050毫米（新轮）；每轴装有一台牵引电动机，牵引电动机采用架悬式全悬挂安装方式；牵引电动机通过弹性联轴器向车轴齿轮箱传递扭矩，齿轮传动比为3.95。拖车转向架的固定轴距为2400毫米，车轮直径为950毫米（新轮）。

### 传动系统
EN3型电力动车组采用交—直—交流电传动，每辆动车均安装了一台受电弓、快速断路器及一套交流传动牵引变流系统，包括牵引变压器、整流器、牵引逆变器、滤波器等电气设备。列车采用由诺沃切尔卡斯克电力机车厂研制的2ВИП+2АИТ型变流装置，采用无源电流型逆变器作为牵引控制装置，因此调压功能由相控整流电路负责，逆变器和整流器均采用俄罗斯国产的晶闸管元件。牵引电动机采用НТА-350型三相异步交流电动机，小时功率为350千瓦，持续功率为300千瓦，额定电压为1100伏，在小时制下牵引电动机的效率可达93%。在牵引工况时，接触网导线上的25千伏单相交流电，通过受电弓和快速断路器引入列车后，经牵引变压器降压后向相控整流电路供电，然后经平波电抗器向电流型牵引逆变器供电，将电流恒定的直流电转换成电压、频率皆可调节的三相交流电，向四台并联的牵引电动机供电，使牵引电动机产生转矩，经过齿轮的传递驱动轮对。

## 参看
- ET2A型电力动车组
- ED6型电力动车组
- ES250型电力动车组